# إمدادات الرواسب الساحلية
إمدادات الرواسب الساحلية هي نقل الرواسب إلى البيئة الساحلية عبر عوامل النقل النهرية والرّيحية. في حين تلعب عوامل النقل الريحية دورًا في الميزانية الرسوبية الإجمالية للبيئة الساحلية، فإنها تتلاشى بالمقارنة مع الإمدادات النهرية التي تشكل 95% من الرواسب الداخلة إلى المحيط. بعد وصول الرواسب إلى الشاطئ، فإن الانجرافات الساحلية والخلايا الشاطئية تجرّها لتتراكم على الشاطئ أو الكثبان الرملية.
من المعروف أن أنظمة العواصف هي المُحرك وراء التّعرية الساحلية. هناك إجماع عام على أن النشاط البشري -بالأخص السدود وضبط مياه الأنهار- سبب غير مباشر وراء التّعرية الساحلية المرتبطة بالبشر. إلى جانب تأثيرات على مستوىً محلي مثل: تغيّر استخدام الأرض، والرّي، واستخراج الحصى وتغيير مسار الأنهار.

## معدّل الإمداد
حول العالم، تفرّغ الأنهار نحو 35 ألف كم2 من المياه العذبة في المحيط سنويًا. تحمل تلك المياه من 15 إلى 20 مليار طن من الرواسب. لا تتوزع هذه الحمولة من الرواسب بشكل متناسب عبر الأنهر في العالم، إذ تعتبر المناطق الآسيوية والمحيطية من بين أكثر الأشياء تأثرًا بتغيرات الأنظمة الرسوبية، كونها مسؤولة عن 75% من الميزانية الرسوبية للعالم.
تعد هذه التغييرات في الإمداد والتجديد من البيئة النهرية عاملًا مهيمنًا في التحكم بمعدّل التّعرية الساحلية. على الرغم من ازدياد الإمداد الرسوبي الناتج عن زيادة عمليات التعرية، فإن معدل إمداد البيئة الساحلية بهذه الرسوبيات في تراجع.

## العوامل المؤثرة في الإمداد الرسوبي
تُعد النّظم النهرية عناصر رئيسة تقود عمليات التغيير التي تطال سطح الأرض، إذ تنقل معظم تدفقات المياه حول العالم والرسوبيات من اليابسة إلى المحيط. يمكن للأنشطة البشرية التأثير على تصريف المياه والرسوبيات من الأنهار إلى البيئة الساحلية بطرق عدّة.
يمكن لإزالة الغابات والزراعة -بالإضافة إلى التمدن- زيادة تعرية حوض تصريف المياه أو المستجمع المائي للنهر تبعًا لحجمه. التربة المكشوفة حديثًا هي الأقل احتمالية لمقاومة التعرية الناتجة عن هطول الأمطار أو حركة المياه، بالأخص في المناطق التي تُستعمل فيها الأرض للزراعة ويكون معدّل الهطول عاليًا.
منذ الخمسينيات، ارتفع عدد السدود في العالم إلى أكثر من سبعة أضعاف ما كان عليه. قلل بناء الخزانات المائية من الإنتاجات الرسوبية للعديد من الأنهار كثيرًا، إذ اعترضت حواجز من صنع البشر التيار الجارف معه الرسوبيات، لذا ضاعت الطاقة اللازمة لنقل تلك المواد، ولم يعد هناك ما يحمل الرسوبيات، إذ لم يعد الانجراف موجودًا أو أنه أصبح ضعيفًا جدًا.
يقلل استخدام المياه لغرض الري من قوة تدفق النهر، ويلعب دوره في تخفيض سعة الحمل الرسوبي للنهر. غالبًا ما تتطلب الممارسات الزراعية استخدامًا مُكثفًا لأنظمة الري بغرض تحقيق مستويات إنتاج مُخصصة. ذلك ما يرفع الطلب على المجاري المائية، إذ تحوّل منها المياه وتُستخدم لري المحاصيل والمراعي. يقلل ذلك من مُعدل التدفق ضمن نظام النهر، الذي يقلل من سعة الحمل الرسوبي للنهر نظرًا إلى انخفاض طاقته. تُودَع الرسوبيات على طول مجرى النهر وتأخذ وقتًا أطول لتصل المنطقة الساحلية، هذا إن تمكنت من ذلك.